# Leichtathletik-Weltmeisterschaften der Behinderten 2017/Teilnehmer (Libyen)
| stlisierte Goldmedaille | stlisierte Silbermedaille | stlisierte Bronzemedaille |
| ----------------------- | ------------------------- | ------------------------- |
| —                       | —                         | —                         |

Das Team aus Libyen für die Leichtathletik-Weltmeisterschaften der Behinderten 2017 bestand aus vier Athleten, von denen jedoch keiner an den Start ging.

## Ergebnisse

### Männer
| Athlet           | Wettbewerb     | Vorlauf / Vorkampf | Vorlauf / Vorkampf | Halbfinale   | Halbfinale | Finale       | Finale |
| Athlet           | Wettbewerb     | Zeit / Weite       | Rang               | Zeit / Weite | Rang       | Zeit / Weite | Rang   |
| ---------------- | -------------- | ------------------ | ------------------ | ------------ | ---------- | ------------ | ------ |
| Mohamad Saeed    | Diskuswurf F34 | –                  | –                  | –            | –          | DNS          | –      |
| Waleed Ashteebah | Diskuswurf F42 | –                  | –                  | –            | –          | DNS          | –      |
| Mohamed Shima    | Diskuswurf F46 | –                  | –                  | –            | –          | DNS          | –      |
| Mahmoud Rajab    | Diskuswurf F57 | –                  | –                  | –            | –          | DNS          | –      |